# Plocamiaceae
Plocamiaceae,  porodica crvenih algi, dio reda Plocamiales. Sastoji se od tri roda s ukupno 48 priznatih vrsta
Porodica je opisana 1843.

## Rodovi
1. Nereidea Stackhouse 1
2. Plocamiocolax Setchell 2
3. Plocamium J.V.Lamouroux 45